# Alemannisches Institut

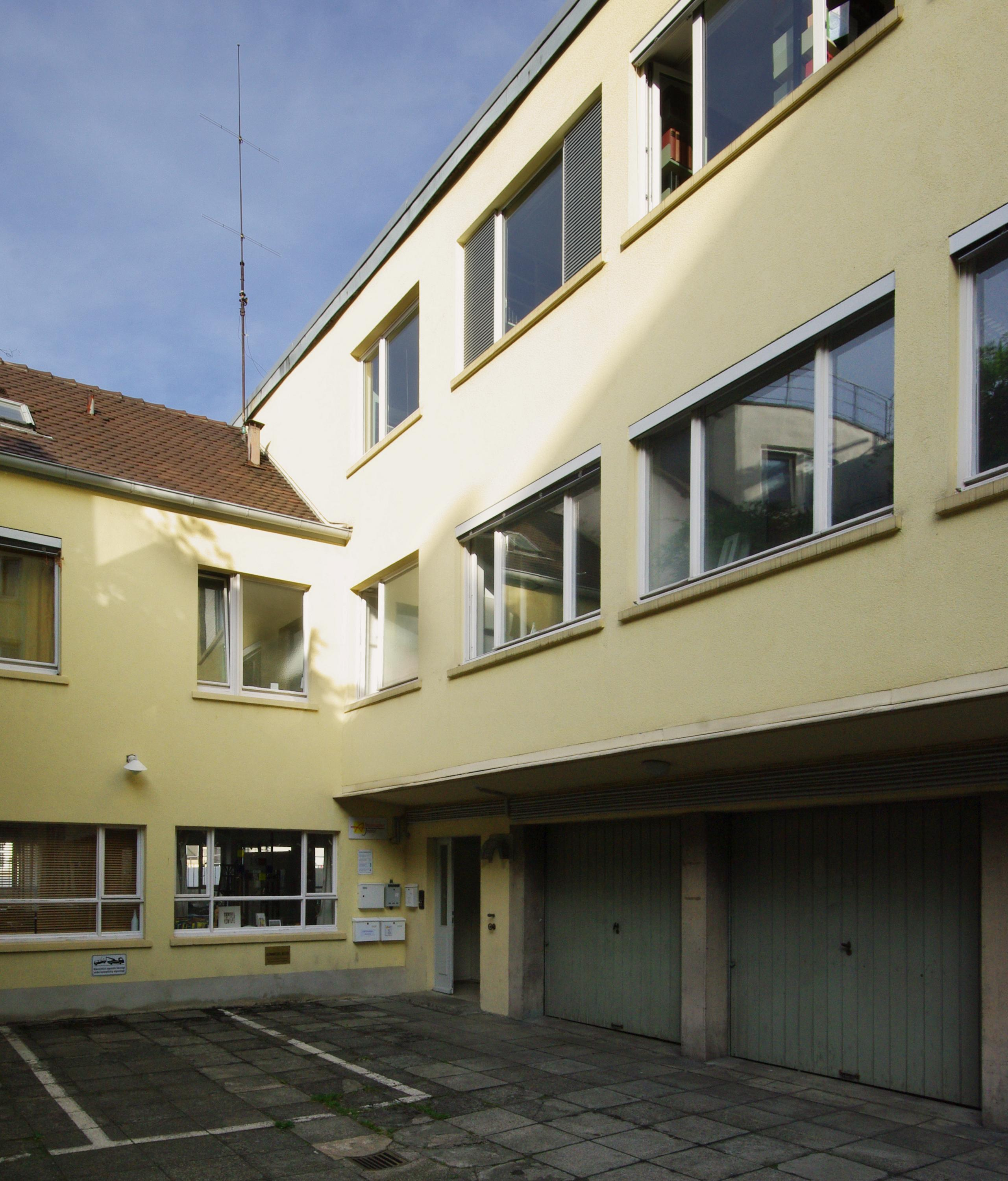
Der Haupteingang

Das Alemannische Institut Freiburg i. Br. e. V. ist eine Vereinigung von Wissenschaftlern, die sich die landeskundliche Erforschung des alemannisch-schwäbischen Raumes zum Ziel gesetzt hat. Im Alemannischen Institut sind etwa 200 Mitglieder aus nahezu allen wissenschaftlichen Fachrichtungen vertreten, so Geographie, Geologie, Germanistik, Geschichte, Dialektologie, Landespflege, Botanik, Forstwissenschaft, Landesplanung, Archäologie, Rechtsgeschichte, Kunst- und Architekturgeschichte, Gerichtsmedizin, Soziologie und andere.

## Geschichte
Das Institut wurde 1931 auf Anregung des damaligen Reichsinnenministers Joseph Wirth als außeruniversitäre Forschungseinrichtung gegründet. Wirth hatte bereits in Bonn das Institut für geschichtliche Landeskunde der Rheinlande kennen gelernt. Dort war man von der traditionellen Staats- und Dynastiengeschichte abgerückt und hatte die historische Landschaft in den Vordergrund gestellt. Dieser innovative Ansatz diente ihm als Vorbild für das Alemannische Institut in Freiburg. Während der Gründungszeit gab es eine Geistesströmung, die eine verstärkte Aufmerksamkeit für das Auslands- und Grenzlanddeutschtum forderte. Dies reichte von eher unpolitischen Forschungen bis hin zu Forderungen nach einer Revision der Grenzen. Wirth versuchte, die Universität Freiburg als Trägerin zu gewinnen, diese lehnte aber ab, da sie negative Reaktionen aus den Nachbarländern befürchtete. Auf Nachfrage erklärte sich die Stadt Freiburg unter Oberbürgermeister Karl Bender bereit, die Trägerschaft zu übernehmen. Das Institut wurde zunächst inhaltlich von einem Kuratorium geleitet, das vor allem ur- und frühgeschichtliche Arbeiten förderte, 1934 aber aufgelöst wurde. 1935 übernahm Theodor Mayer von der Freiburger Universität die Leitung und legte nun den Schwerpunkt auf die Mittelalterforschung. Dies führte zu einem Zerwürfnis mit dem nationalsozialistischen Oberbürgermeister von Freiburg Franz Kerber. Mayer wurde durch den Geographen und Mitbegründer der Volksdeutschen Forschungsgemeinschaften Friedrich Metz ersetzt. Sowohl Theodor Mayer als auch Friedrich Metz waren Mitglied der NSDAP und das Institut orientierte sich in seinen Forschungen an nationalsozialistischen Vorstellungen. 1943 kam das Institut unter die Aufsicht des Reichssicherheitshauptamtes der SS. Der Schweizer Militärhistoriker Hans-Rudolf Fuhrer schreibt, dass Metz völkische Forschungen bezogen auf den alemannischen Raum vom Oberrhein bis zum Vorarlberg und dem Monte-Rosa-Massiv betrieb.
Nach Kriegsende lösten die französischen Besatzungsmächte das Institut auf. 1951 wurde es als Verein neu gegründet, der wiederum von Friedrich Metz als Geschäftsführer und stellvertretendem Vorsitzendem geleitet wurde. Vorsitzender wurde zunächst 1951 der Theologe Arthur Allgeier, nach seinem Tod 1952 wurde Friedrich Metz zunächst Geschäftsführender Vorsitzender und 1957 Vorsitzender. Metz war seit Kriegsende von seiner Tätigkeit an der Universität Freiburg suspendiert worden. Ab 1955 leitete er sowohl den für ihn neu geschaffenen Lehrstuhl für Geographie und Landeskunde an der Universität Freiburg als auch das Alemannische Institut. 1962 folgten im Direktorium der Freiburger Theologe Wolfgang Müller, ab 1983 der Geograph Wolf-Dieter Sick. Die Veranstaltungen richteten sich nun verstärkt auch an die Öffentlichkeit.
Der Bericht des Landesrechnungshofs und der Vorschlag zur Auflösung des Instituts führte 1999 zu einer intensiven Diskussion über die Aufgaben des Instituts, wobei gerade die fachliche Vernetzung der Wissenschaftler in den Mittelpunkt gerückt wurde. Das Institut erfuhr eine große Unterstützung und konnte erhalten werden.

## Aufgaben
Das Institut wirkt als Verbindung von Wissenschaft und interessierter Öffentlichkeit durch landeskundliche Publikationen, die Veranstaltung von Fachvorträgen und Tagungen sowie durch die Organisation landeskundlicher Vortragsreihen und Exkursionen. Daneben fördert der Verein die Zusammenarbeit mit anderen landeskundlichen und landesgeschichtlichen Institutionen. Ziel des Instituts ist die Kooperation und das Wissen über die wissenschaftlichen Forschungen im und zum alemannischen Raum interdisziplinär zu fördern und auch bekannt zu machen. „Das Wissen über die heimatliche Landschaft, um ihre natürlichen Gegebenheiten und ihre historischen Wurzeln, ist für die Entwicklung der persönlichen Identität förderlich, ja notwendig und stärkt die Einbindung des Einzelnen in die Gesellschaft.“

## Organisation
Das Institut ist ein eingetragener Verein, der vom Land Baden-Württemberg gefördert wird. Neben der Hauptstelle in Freiburg unterhält das Alemannische Institut eine Arbeitsgruppe an der Universität Tübingen.
Vorsitzender des Alemannischen Instituts ist seit April 2014 Werner Konold. Sein Vorgänger war von 2001 bis 2014 der Provinzialrömische Archäologe Hans Ulrich Nuber.
Er bildet zusammen mit Dieter Speck und Sigrid Hirbodian den Vorstand. Geschäftsführerin ist seit 2006 R. Johanna Regnath.
Seit 2006 ist die Geschäftsstelle in die Innenstadt (Bertoldstraße 45) umgezogen und hat eine landeskundliche Fachbibliothek mit über 25.000 Bänden.